# 包捷
包捷（?—?），字驚幾，南直隸吳江縣人。明末政治人物。

## 生平
明崇禎壬午（1642年）壬午科應天鄉試舉人。性情真摯。清順治四年（1647年），孫兆奎被洪承疇俘虜，不降，處死。包捷哭於內橋。次年，吳易死於杭州，包捷收葬其骨骸。晚年隱居灌園。

## 著作
著有《西山集》。